# Grapsus grapsus
El cangrejo rojo de roca (Grapsus grapsus) es una especie de crustáceo decápodo del infraorden Brachyura, propio de las costas pacíficas americanas.
Es uno de los cangrejos más comunes de la costa pacífica y de las islas de América del Sur. Se puede encontrar también en las costas pacíficas de América Central y México. Es una de las especies características de las islas Galápagos, donde es conocido con el nombre de zayapa y es muy abundante y fácil de observar al lado de las iguanas marinas. Su nombre común en inglés es Sally lightfoot crab.
Las crías son de color negro, pero los adultos presentan un característico color marrón o rojizo, que tiende al azul en la parte inferior.
Se alimenta de algas y pequeños restos de animales, que obtienen siguiendo el curso de las mareas. Hasta el año 1990 se consideraba de la misma especie que Grapsus adscensionis, pero este último se encuentra en el Atlántico oriental, mientras que Grapsus grapsus no.

## Galería

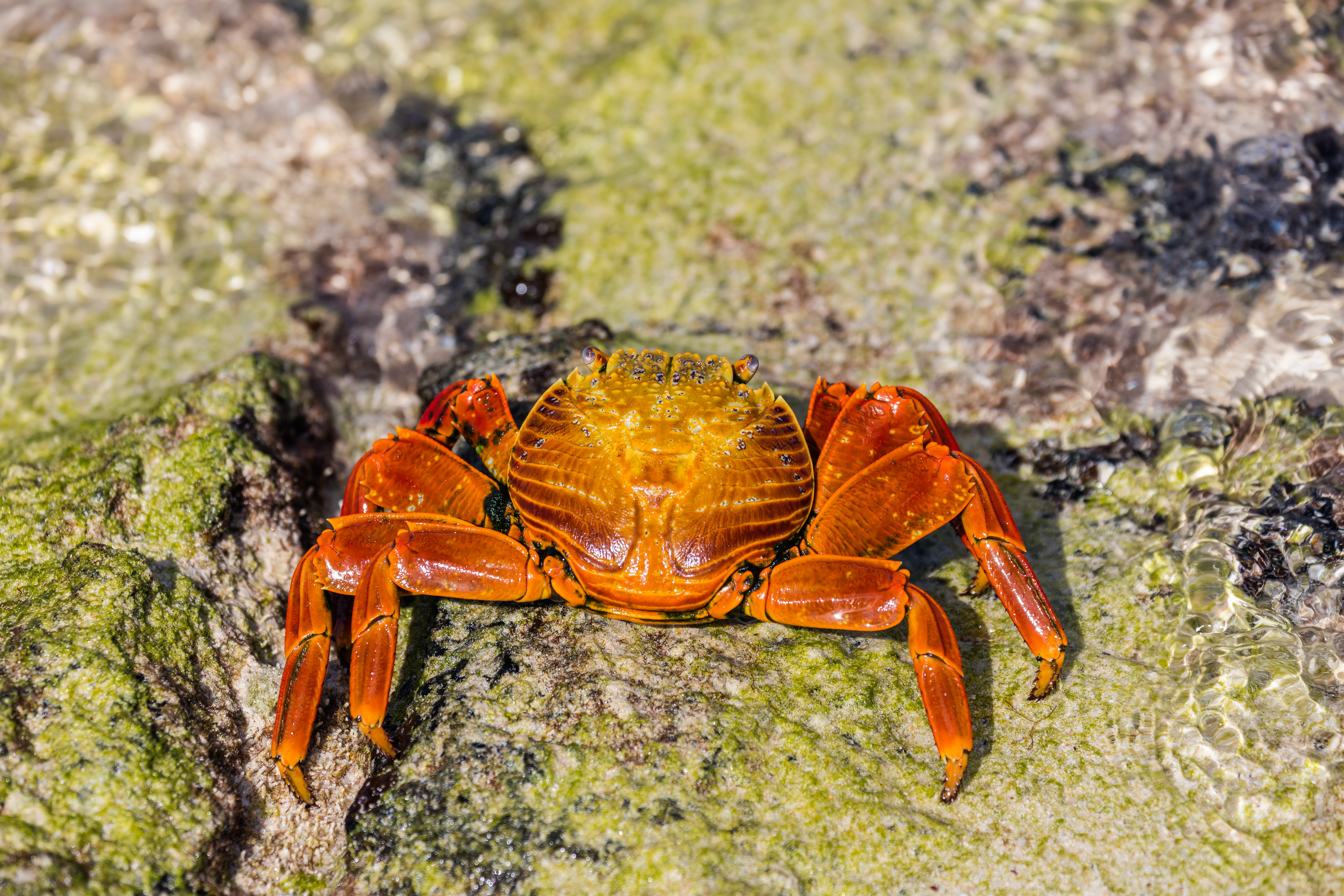
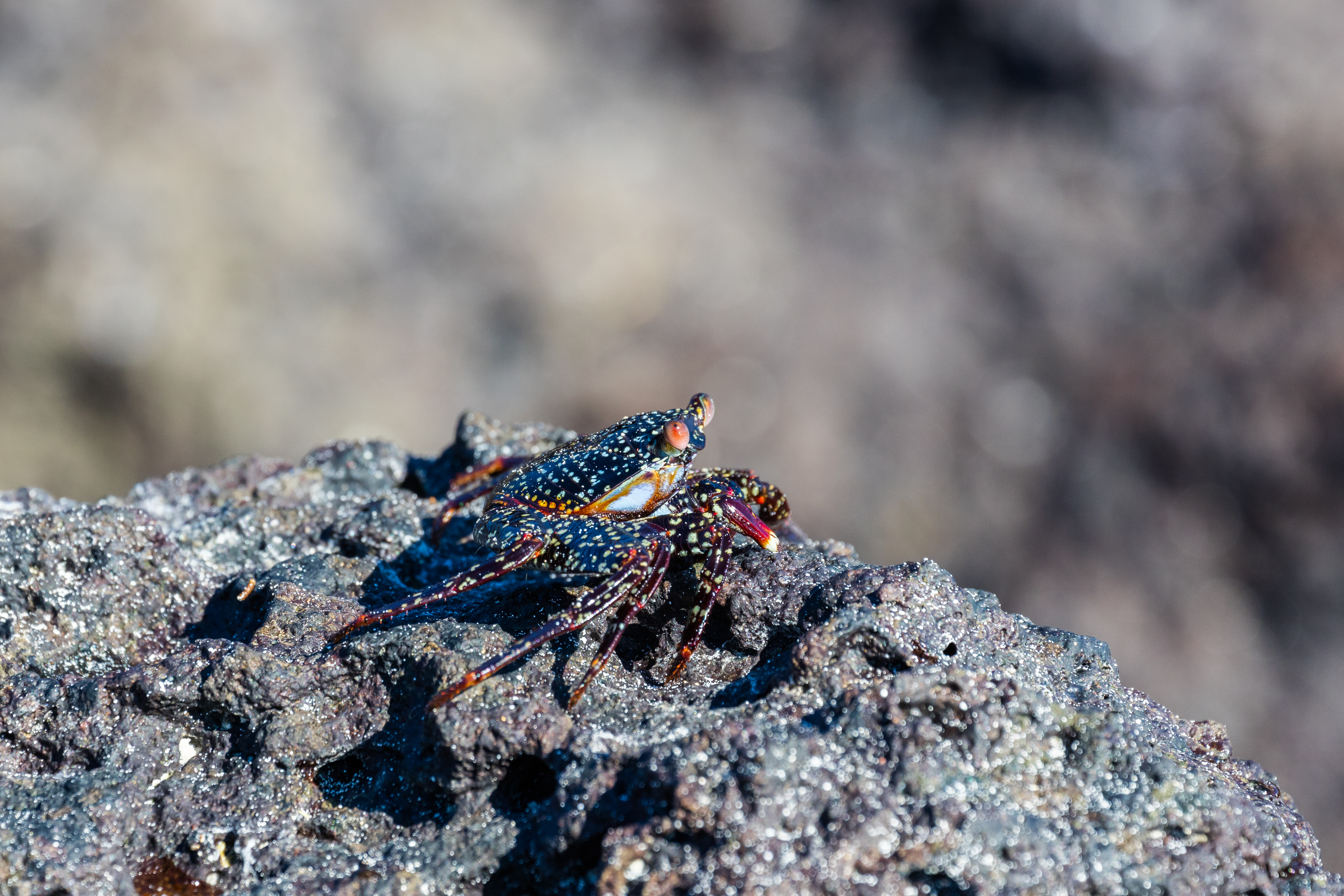
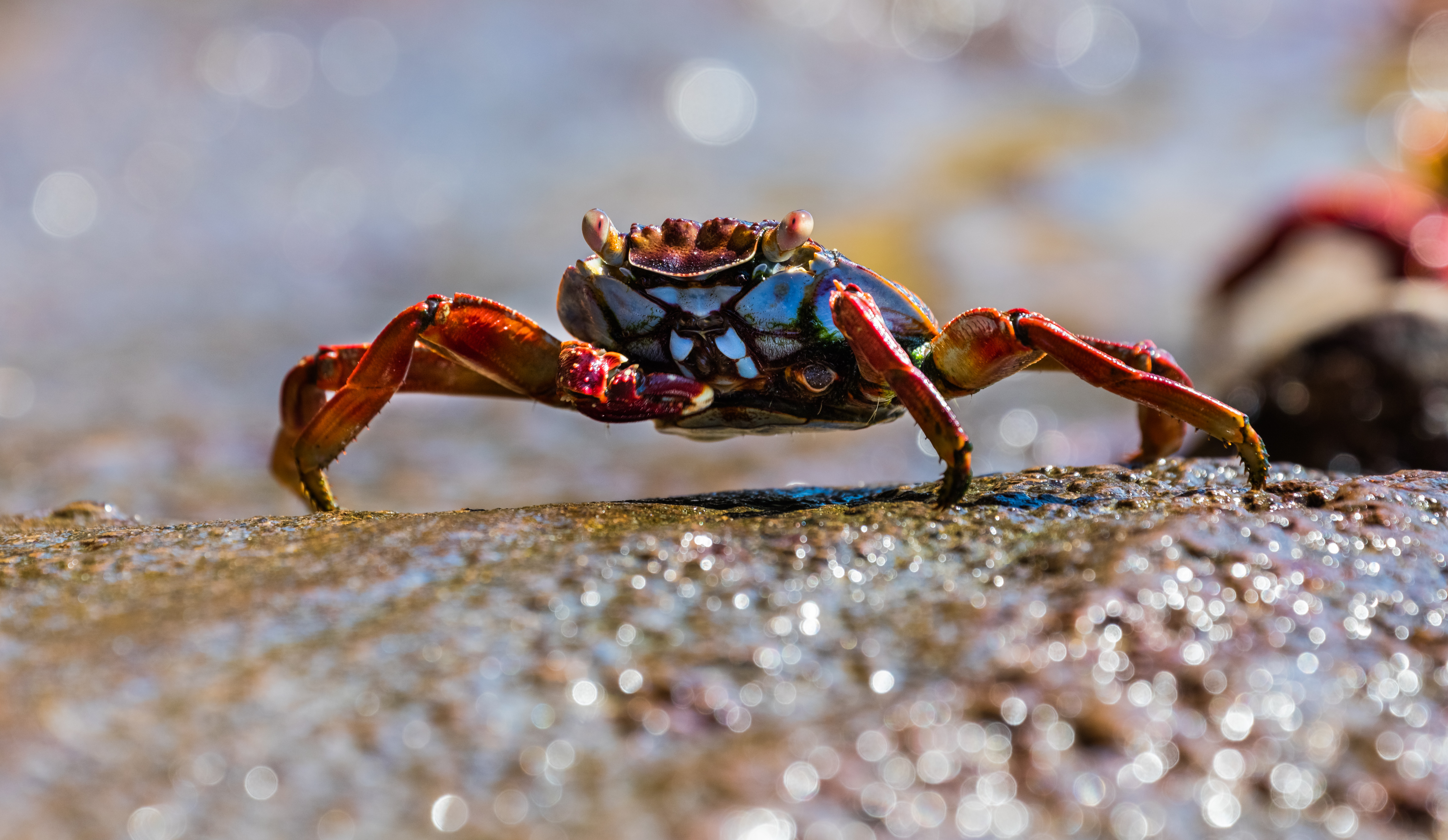
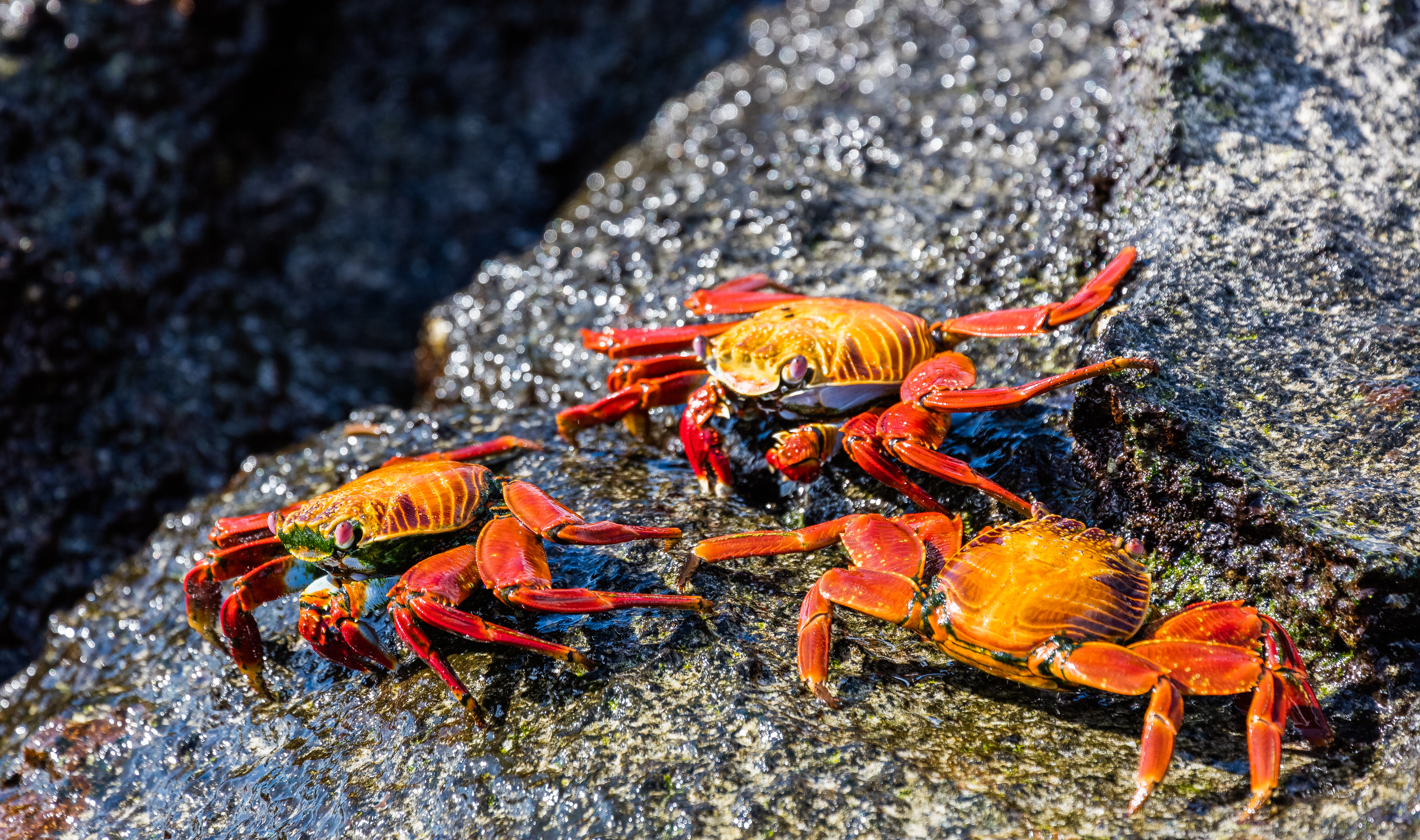
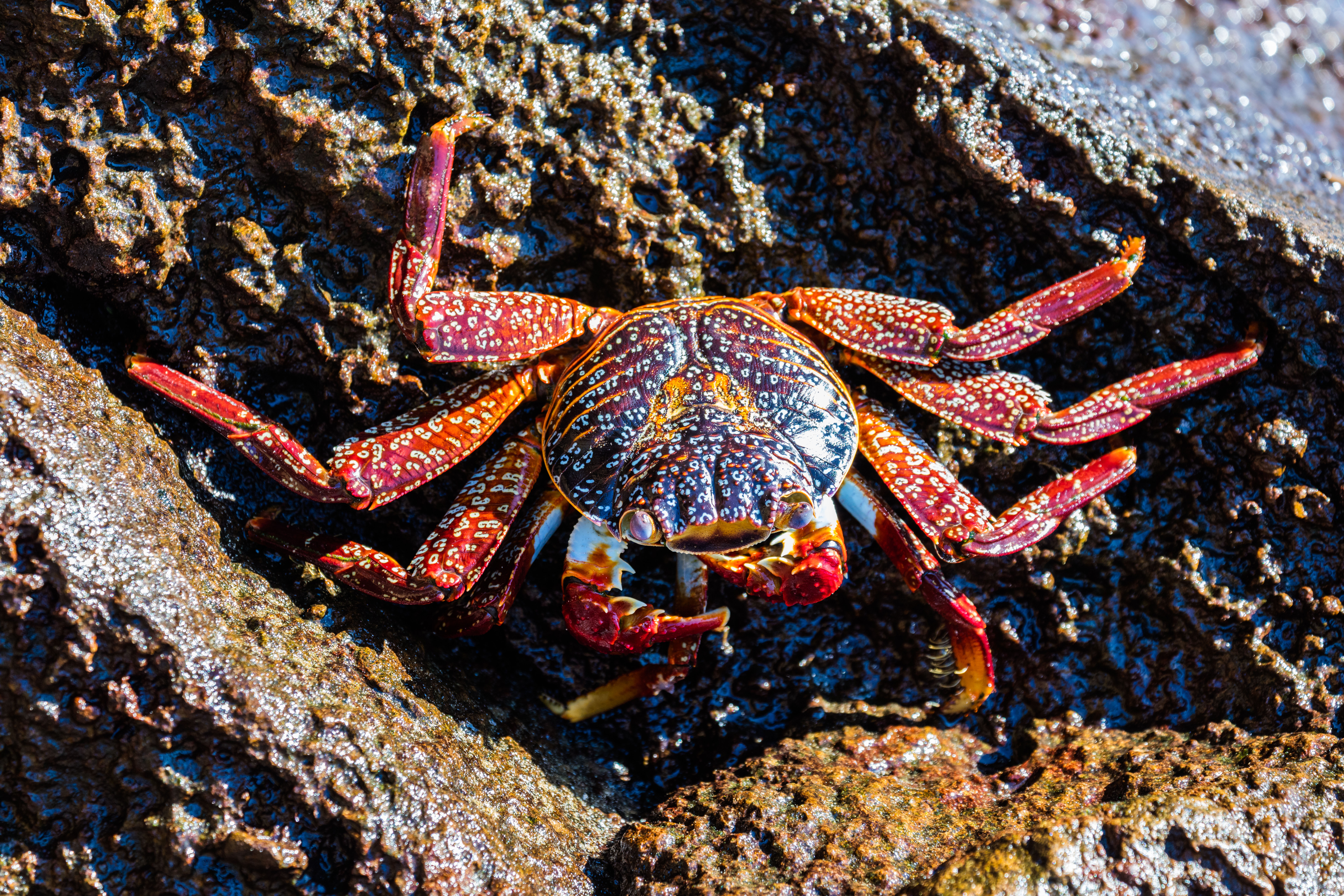
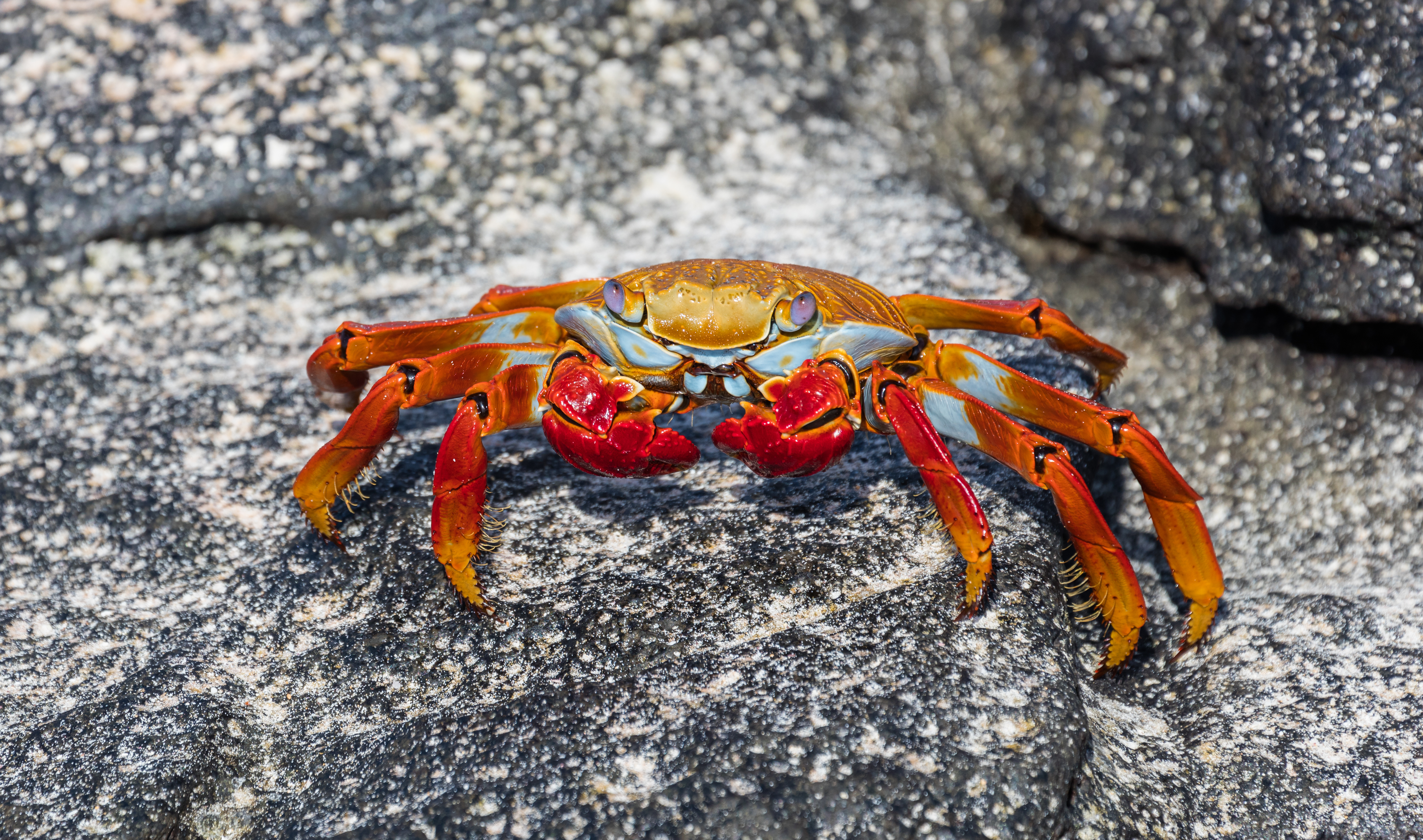